# Crataegus lucorum
Crataegus lucorum es una especie de planta del género Crataegus, perteneciente a la familia Rosaceae.

## Taxonomía
Crataegus lucorum fue descrita por Charles Sprague Sargent en 1901.

## Distribución
Se encuentra en el territorio sudeste de Canadá hasta el centro-norte y noreste de Estados Unidos.